# Michał Wiśniowiecki (zm. 1616)

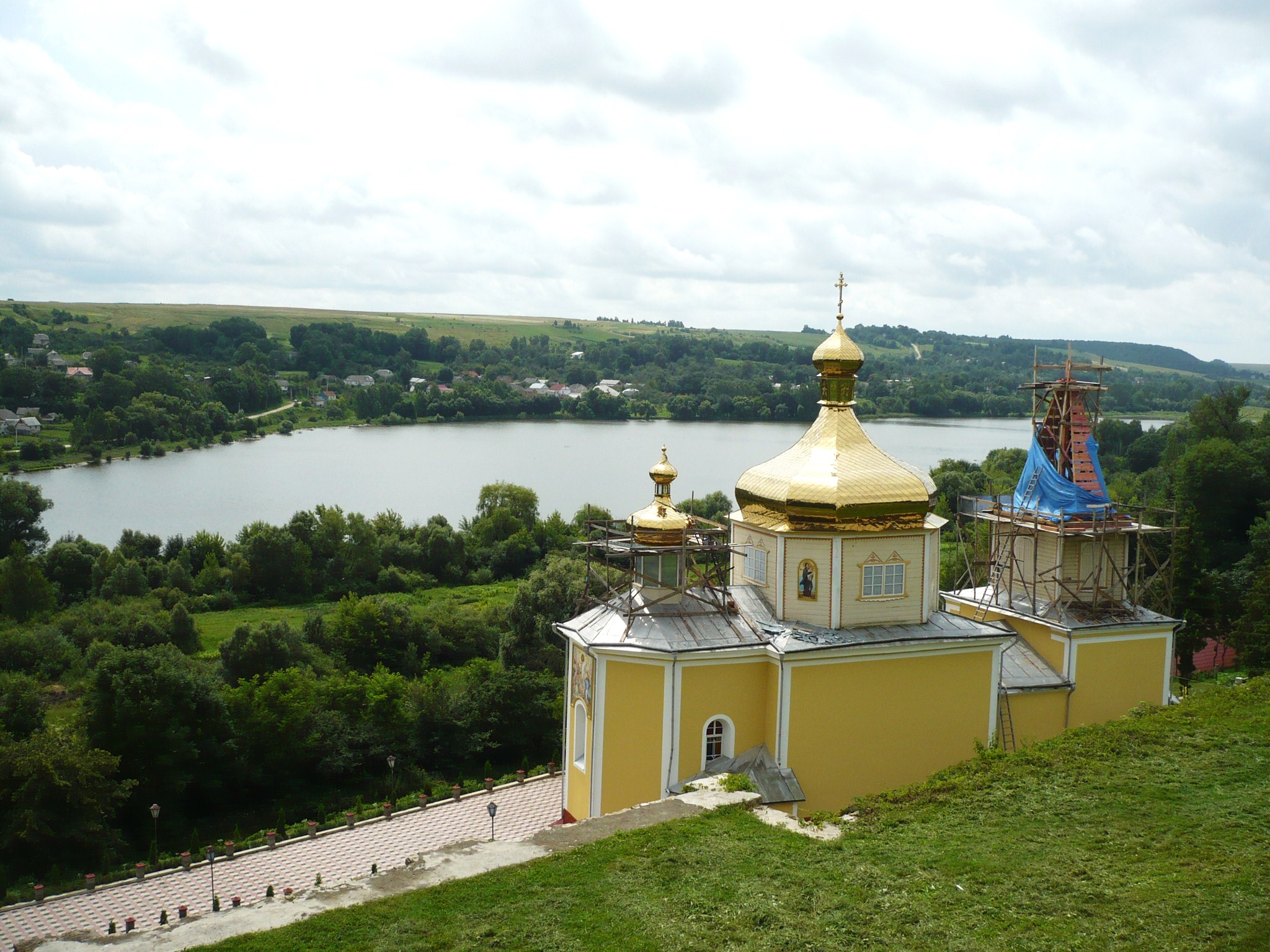
Cerkiew zamkowa

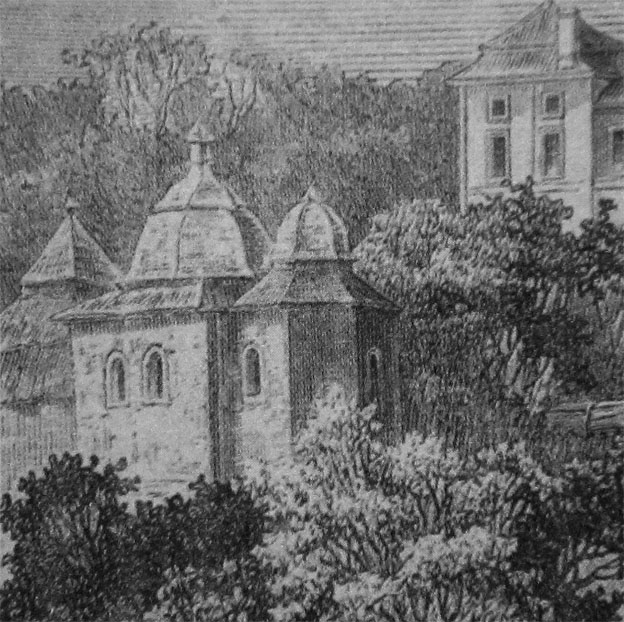
Wiśniowiec - cerkiew zamkowa w XIX w.

Michał Wiśniowiecki (zm. 1616) – starosta owrucki, polski
magnat, uwikłany w wojny o tron mołdawski. Ojciec Jeremiego Wiśniowieckiego.
Był synem Michała Wiśniowieckiego, kasztelana bracławskiego. 
Jako wyznawca prawosławia był wybrany prowizorem przez protestancko-prawosławną konfederację wileńską w 1599 roku. Około 1603 r. poślubił Rainę Mohylankę, córkę hospodara mołdawskiego Jeremiego Mohyły, osadzonego na tronie dzięki wsparciu Jana Zamoyskiego. Z tego powodu, w przeciwieństwie do swych braci stryjecznych Konstantego i Adama, nie zaangażował się w Dymitriady (choć przed pierwszą wyprawą na Moskwę w celu osadzenia na tronie carskim Dymitra Samozwańca jego krewni zbierali wojska w jego dobrach na Zadnieprzu), swoją uwagę zwrócił natomiast na Mołdawię. Kilkakrotnie interweniował tam zbrojnie w interesie synów swego teścia Jeremiego (zmarłego w 1605) wraz z pozostałymi jego zięciami wywodzącymi się z polskiej magnaterii (Samuelem Koreckim i Stefanem Potockim), przyczyniając się w ten sposób do zadrażnienia stosunków polsko-tureckich, które zaowocowało kilkanaście lat później wybuchem wojny polsko-tureckiej. Najważniejsze interwencje Wiśniowieckiego w Mołdawii miały miejsce w 1607, gdy odebrał wraz z Potockim i Koreckim tron mołdawski Michałowi Mohyle i osadził na nim swego szwagra Konstantyna Mohyłę, oraz w 1615, gdy pokonał razem z Koreckim Stefana Tomșę i wprowadził na tron mołdawski innego swego szwagra Aleksandra Mohyłę.
Zmarł w 1616 w Mołdawii od trucizny podanej w komunii świętej. Został pochowany w cerkwi zamkowej w Wiśniowcu.

## Potomstwo
- Anna – córka, żona Zbigniewa Firleja[2] (według innych danych, od 1638 r. Zygmunta Firleja (1613-73)[3])
- Jeremi Wiśniowiecki – syn, urodzony w 1612 r. nad którym opiekę początkowo sprawowała wdowa Raina. Ojciec króla Polski Michała Korybuta Wiśniowieckiego
- Aleksander Roman Wiśniowiecki (ur. około 1608 - zm. po 1629)
- Jerzy Krzysztof Wiśniowiecki (ur. około 1610 - zm. po 1629)